# Walter Hannemann
Walter A. Hannemann (* 2. Mai 1912 in Atlanta, Georgia; † 29. April 2001 in San Marcos, Kalifornien) war ein US-amerikanischer Filmeditor.

## Leben
Nachdem Walter Hannemann bereits während seiner Schulzeit im Versand von MGM gearbeitet hatte, fand er relativ schnell nach seinem Abschluss an der University of Southern California einen Job als Tontechniker bei Paramount Pictures. Doch es war nicht nur der Tonschnitt, für den er sich interessierte, sondern vielmehr der Filmschnitt, zu dem es ihn hinzog. 1943 arbeitete er bei Riders of the Deadline erstmals eigenverantwortlich als Filmeditor.
Hannemann schnitt bereits 1953 für die Serien Im wilden Westen und The Range Rider jeweils 1 Episode. Es sollten noch bekannte Serien wie Auf der Flucht, Hawaii Fünf-Null und Die Straßen von San Francisco folgen, für die er jeweils über mehrere Episoden den Schnitt übernahm.
Doch es waren vor allem Kinofilme, für die er bekannt wurde. So montierte er nicht nur Panzer nach vorn, Die Rache der glorreichen Sieben und Kanonen für Cordoba, sondern wurde für Zwei Minuten Warnung und Ein ausgekochtes Schlitzohr jeweils mit einer Oscar-Nominierung für den Besten Filmschnitt bedacht.

## Filmografie (Auswahl)

### Filme
- 1944: Riders of the Deadline
- 1944: Guest in the House
- 1945: Spionage in Fernost (Blood on the Sun)
- 1947: Die legendären Dorseys (The Fabulous Dorseys) (Musikschnitt)
- 1950: Den Morgen wirst du nicht erleben (Kiss Tomorrow Goodbye)
- 1951: Bis zum letzten Atemzug (Only The Valiant)
- 1953: Bomba – Rache im Dschungel (Safari Drums)
- 1953: Fort der Rache (Fort Vengeance)
- 1953: Geheimkommando Afrika (The Royal African Rifles)
- 1954: Bomba, der Erbe Tarzans (Killer Leopard)
- 1954: Kampfstaffel Feuerdrachen (Dragonfly Squadron)
- 1954: The Bob Mathias Story
- 1959: Al Capone
- 1961: Panzer nach vorn (Armored Command)
- 1962: Hitler
- 1968: Die Rache der glorreichen Sieben (Guns of the Magnificent Seven)
- 1969: Krakatoa – Das größte Abenteuer des letzten Jahrhunderts (Krakatoa, East of Java)
- 1969: Matzoukas, der Grieche (A Dream of Kings)
- 1970: El Condor
- 1970: Kanonen für Cordoba (Cannon for Cordoba)
- 1972: Revengers (The Revengers)
- 1976: Zwei Minuten Warnung (Two-Minute Warning)
- 1977: Ein ausgekochtes Schlitzohr (Smokey and the Bandit)
- 1979: Kaktus Jack (The Villain)
- 1980: Die nackte Bombe (The Nude Bomb)
- 1981: Am Ende des Weges (The Day the Loving Stopped)
- 1981: Charlie Chan und der Fluch der Drachenkönigin (Charlie Chan and the Curse of the Dragon Queen)
- 1982: Das schönste Freudenhaus in Texas (The Best Little Whorehouse in Texas)
- 1987: Escape – Die Flucht (The Man Who Broke 1,000 Chains)

### Serien
- 1953: Im wilden Westen (Death Valley Days) (1 Episode)
- 1953: The Range Rider (1 Episode)
- 1955: TV Reader’s Digest (3 Episoden)
- 1962: Westlich von Santa Fé (The Rifleman) (1 Episode)
- 1963–1967: Auf der Flucht (The Fugitive) (15 Episoden)
- 1964–1966: 12 O’Clock High (23 Episoden)
- 1967: Invasion von der Wega (The Invaders) (7 Episoden)
- 1970–1971: Hawaii Fünf-Null (Hawaii Five-O) (2 Episoden)
- 1973: Die Straßen von San Francisco (3 Episoden)
- 1975: Cannon (1 Episode)

## Nominierungen
Oscar
- 1977: Bester Schnitt – Zwei Minuten Warnung (nominiert)
- 1978: Bester Schnitt – Ein ausgekochtes Schlitzohr (nominiert)